# Липчина, Лана Пименовна
Лана Пименовна Липчина (июнь 1904, Рославль, Смоленская губерния — 31 января 1978) — доктор биологических наук, онколог, физикохимик, специалист в области цитологии и культивирования клеток, вторая жена А. Р. Лурия, заведовала лабораторией экспериментальной онкологии в Институте химической физики.

## Биография
Родилась в Рославле Смоленской области в семье служащего. Ее отец занимался лесоподрядами, а дед был мельником. В семье из четверых детей выжили двое. 
Мамино детство прошло в лесах на Смоленщине. Она знала и любила лес, любила землю и умела на ней работать. Семья рано осталась без отца. Мама на руках с больной матерью сумела получить высшее образование. (Е. А. Лурия «Мой отец А. Р. Лурия»). 
В 1921 г. после окончания школы 2-й ступени поступила в Московскую сельскохозяйственную академию имени К. А. Тимирязева. Со второго курса в 1923 г. перешла в отдел биологии Московского государственного университета, который закончила в 1928 г. по специальности физиология животных.
В 1930 г. знакомится со своим будущим мужем А. Р. Луриёй на Теберде, к тому моменту Л. П. Липчина работала в эндокринологической лаборатории. В начале мая 1933 г. они с А. Р. Луриёй встречаются вновь в Москве и вскоре женятся. В те годы А. Р. Лурия жил и работал в Харькове, а Л. П. Липчина — в Москве. В связи с этим в 1933—1934 гг. поддерживают переписку, цитаты из которой опубликованы в книге их дочери Е. А. Лурии «Мой отец А. Р. Лурия».
В 1937 г. защитила кандидатскую диссертацию. В декабре 1938 г. начала работать в Институте нейрохирургии, где наладила работу по культивированию вне организма опухолей мозга.
Во время войны она вместе с А. Р. Лурией работала в военном госпитале в Кисегаче сначала санитаркой, потом в организованной ею гистологической лаборатории. После войны она возвратилась в Институт нейрохирургии, защитила докторскую диссертацию.
С 1954 по 1958 гг. заведовала биологической (онкологической) группой в лаборатории анизотропных структур. Лабораторию анизотропных структур возглавлял доктор технических наук А. К. Буров, и в 1957 г. после его смерти была переведена в Институт химической физики вместе со всеми сотрудниками, в связи с развитием науки о полимерах.
25 сентября 1958 г. была приглашена Н. М. Эмануэлем в лабораторию цепных реакций на должность старшего научного сотрудника.
24 сентября 1965 г. ученый совет Института избрал Лану Пименовну на должность заведующей лабораторией экспериментальной онкологии.
В феврале 1967 г. Л. П. Липчиной было присвоено звание профессора по специальности онкология.
В начале декабря 1973 г. она была переведена на должность научного консультанта в связи с пенсионным возрастом.

## Научная деятельность
Лана Пименовна имеет около сотни научных публикаций. Все они, в основном, посвящены проблеме онкологии.
Деятельность лаборатории анизотропных структур не ограничивалась архитектурой и созданием новых конструкционных, прочных, легких материалов. Руководителем лаборатории А. К. Буровым были предприняты исследования и в области биологии, медицины. В конце сороковых годов им было задумано изучение воздействия мощных ультразвуковых волн на злокачественные опухоли. Для этого в лаборатории была создана экспериментальная база — построены установки с излучателями ультразвука, самой большой мощности того времени. Разработаны методы обучения опухолей, поставлены биохимические, цитологические и другие исследования патологических процессов. В лаборатории образовался коллектив сотрудников различного профиля: специалистов-радиофизиков, акустиков, биохимиков, биологов. Среди них и Лана Пименовна.
В лаборатории цепных реакций под руководством Ланы Пименовны была организована группа экспериментальной онкологии, в которую входили молодые научные сотрудники, ставшие впоследствии самостоятельными руководителями своих лабораторий. В этой группе Л. П. Липчина впервые показала, что ингибиторы радикальных реакций (антиоксиданты) способны тормозить развитие лейкозов у животных.
В 1958 г. в журнале «Доклады АН СССР» была опубликована ее первая работа совместно с Н. М. Эмануэлем «Лейкоз у мышей и особенности его развития при воздействии ингибиторов свободнорадикальных реакций». В дальнейшем стали развиваться работы по изучению молекулярных механизмов действия антиоксидантов, а также природы и роли свободных радикалов в биологических системах.
С 1965 г. заведовала лабораторией экспериментальной онкологии. Деятельность лаборатории заключалась в исследовании кинетики клеточных популяций методом авторадиографии, в процессе канцерогенеза и роста опухолей, изучении механизма действия противоопухолевых агентов биохимическими методами, методами авторадиографии и электронной микроскопии в целях разработки рациональных подходов к радио- и химиотерапии злокачественных новообразований. В лаборатории работало 16 сотрудников. В процессе развития работ в лаборатории были созданы новые лаборатории под руководством воспитанников Ланы Пименовны.

## Семья
- Муж (с 1933 года) — Лурия, Александр Романович
  - Дочь — Елена Александровна Лурия (1938—1992), гистолог, доктор биологических наук; была замужем за гистологом Александром Яковлевичем Фриденштейном, членом-корреспондентом АМН СССР.